# モイセス・ラミレス
ウェリントン・モイセス・ラミレス・プレシアード（Wellington Moisés Ramírez Preciado, 2000年9月9日 - ）は、エクアドル・グアヤス県グアヤキル出身のサッカー選手。カテゴリア・プリメーラ・セリエA・インデペンディエンテ・デル・バジェ所属。ポジションはGK。

## 経歴

### クラブ
2016年にインデペンディエンテ・デル・バジェのトップチームに16歳で昇格。2018年7月10日のSDアウカス戦でプロデビュー。同年シーズンは8試合に先発出場。2019年1月にレアル・ソシエダのBチームに 1年間のローン移籍で加入。加入後先発で起用され、2018-19シーズンはセグンダ・ディビシオンBは4試合に先発出場。翌2019-20シーズンも14試合に先発出場していたものの、完全移籍までには至らず、2020年1月にインデペンディエンテ・デル・バジェに復帰となった。

### 代表
2017年にU-17のエクアドル代表として南米U-17選手権に出場。2019年にはU-20代表で南米ユース選手権に優勝。2019 FIFA U-20ワールドカップでは3位入賞の原動力となった。2020年にはU-23代表でCONMEBOLプレオリンピック大会に出場したが、4戦全敗に終わった。
2021年10月7日、2022 FIFAワールドカップ・南米予選のボリビア代表戦で代表初出場。

## 代表歴

### 出場大会
- エクアドル代表
  - 2022 FIFAワールドカップ

### 試合数
- 国際Aマッチ 6試合 0得点（2021年-）[2]

| エクアドル代表 | 国際Aマッチ | 国際Aマッチ |
| 年             | 出場        | 得点        |
| -------------- | ----------- | ----------- |
| 2021           | 2           | 0           |
| 2022           | 0           | 0           |
| 2023           | 4           | 0           |
| 通算           | 6           | 0           |